# 1. Slovenska Ženska Nogometna Liga
Die 1. Slovenska Ženska Nogometna Liga, kurz 1. SŽNL, ist die höchste Spielklasse im Frauenfußball in Slowenien. Die Liga wurde erstmals zur Saison 1992/93 ausgetragen.

## Modus
Sowohl die Anzahl der Mannschaften als auch der durchgeführte Modus wechselten mehrfach. In den 2000er Jahren nahmen sechs bis acht Mannschaften an der Meisterschaft teil; in den 2010er Jahren konnte eine Größe von mindestens acht Vereinen gehalten werden, 2015/16 und 2016/17 starteten jeweils zehn Vereine in die Saison. Während 2020/21 und 2021/22 die Vereine jeweils dreimal gegeneinander spielten und so auf insgesamt 18 beziehungsweise 21 Spieltage kamen, wurde in den folgenden Jahren das Teilnehmerfeld nach einer Hin- und Rückrunde geteilt und anschließend in einer Meister- und Abstiegsrunde erneut Duelle ausgespielt. Zur Saison 2025/26 nehmen elf Vereine teil in einer Hin- und Rückrunde mit insgesamt 22 Spieltagen.

## Teilnehmer in der Saison 2025/26
In der Saison 2025/26 nehmen folgende Vereine an der 1. SŽNL teil:
- ŽNK Aluminij
- ŽNK Gažon Le-Log
- NK Krim
- ŽNK Mura
- ND Primorje
- ŽN Maribor
- ŽNK Cerklje
- ŽNK Ljubljana
- ŽNK Olimpija Ljubljana
- ŽNK Radomlje
- ŽNK Žalec Trbovlje

## Meister

### Liste der Meister
- 1992/93: NK Krim
- 1993/94: Tesar Ižakovci
- 1994/95: ŽNK Ilirija Ljubljana
- 1995/96: ŽNK Pikapolonica Jarše
- 1996/97: ŽNK Ilirija Ljubljana
- 1997/98: ŽNK Ilirija Ljubljana
- 1998/99: ŽNK Pikapolonica Jarše
- 1999/2000: ŽNK Škale Pande
- 2000/01: ŽNK Ilirija Ljubljana
- 2001/02: ŽNK Škale-Mila-Krško
- 2002/03: ŽNK Krka
- 2003/04: ŽNK Krka
- 2004/05: ŽNK Krka
- 2005/06: ŽNK Pomurje
- 2006/07: ŽNK Krka
- 2007/08: ŽNK Krka
- 2008/09: ŽNK Krka
- 2009/10: ŽNK Krka
- 2010/11: ŽNK Krka
- 2011/12: ŽNK Pomurje Beltinci
- 2012/13: ŽNK Pomurje Beltinci
- 2013/14: ŽNK Pomurje Beltinci
- 2014/15: ŽNK Pomurje Beltinci
- 2015/16: ŽNK Pomurje Beltinci
- 2016/17: ŽNK Olimpija Ljubljana
- 2017/18: ŽNK Olimpija Ljubljana
- 2018/19: ŽNK Telemach GMT Beltinci
- 2019/20: vorzeitig abgebrochen
- 2020/21: ŽNK Pomurje Beltinci
- 2021/22: ŽNK Pomurje Beltinci
- 2022/23: ŽNK Pomurje Beltinci
- 2023/24: ŽNK Mura
- 2024/25: ŽNK Mura

(Quelle: nzs.si)

### Rekordsieger
| Platz | Verein                 | Titel | Jahre                                                                  |
| ----- | ---------------------- | ----- | ---------------------------------------------------------------------- |
| 1.    | ŽNK Mura (1)           | 12    | 2006, 2012, 2013, 2014, 2015, 2016, 2019, 2021, 2022, 2023, 2024, 2025 |
| 2.    | ŽNK Krka               | 08    | 2003, 2004, 2005, 2007, 2008, 2009, 2010, 2011                         |
| 3.    | ŽNK Ilirija Ljubljana  | 04    | 1995, 1997, 1998, 2001                                                 |
| 4.    | ŽNK Pikapolonica Jarše | 02    | 1996, 1999                                                             |
| 4.    | ŽNK Olimpija Ljubljana | 02    | 2017, 2018                                                             |
| 4.    | ŽNK Škale Pande        | 02    | 2000, 2002                                                             |
| 7.    | NK Krim                | 01    | 1993                                                                   |
| 7.    | Tesar Ižakovci         | 01    | 1994                                                                   |